# Libro di Manuel
Libro di Manuel è un romanzo scritto da  Julio Cortázar e pubblicato in spagnolo nel 1973. In questo libro Cortázar, grazie alla tecnica letteraria del pastiche, racconta, alternando la fiction a ritagli di giornali reali ripresi dalla stampa contemporanea, le disavventure politico-esistenziali di un commando rivoluzionario che sta organizzando a Parigi l'attentato contro un gerarca della Junta argentina in visita diplomatica.

## Contenuto
Si tratta di uno dei romanzi più dibattuti della produzione di Cortázar, sia dai critici per il suo contenuto politico molto distante dalle altre opere dell'autore principalmente di contenuto fantastico (per questo chiamata "opera minore"), sia dai militanti e guerriglieri di sinistra che non accettarono la visione che si dava di loro nel libro, anche se i personaggi del romanzo quasi non si relazionano con i guerriglieri degli anni 1960 e 1970 dell'America Latina  Il romanzo dichiara con ironia «la necessità di cambiamenti non solo politici, ma anche ideologici, poco o niente contemplati in tali settori».
In questa opera la narrativa inframmezza la cronaca. Cortázar lo definisce «il passo dall'io al tu. E dal tu a tutto il resto. È, nel piano letterario, la mia evoluzione nel piano personale».
Libro di Manuel ricevette il «Premio Médicis» nel 1974 a Parigi e Cortázar donò i proventi del diritto d'autore per l'aiuto ai rifugiati politici argentini.